# Eydie Gormé
Eydie Gormé, (Bronx, 1928. augusztus 16. –‎ Las Vegas, 2013. augusztus 10.) kétszeres Grammy-díjas, és Primetime Emmy-díjas amerikai énekesnő, színésznő.

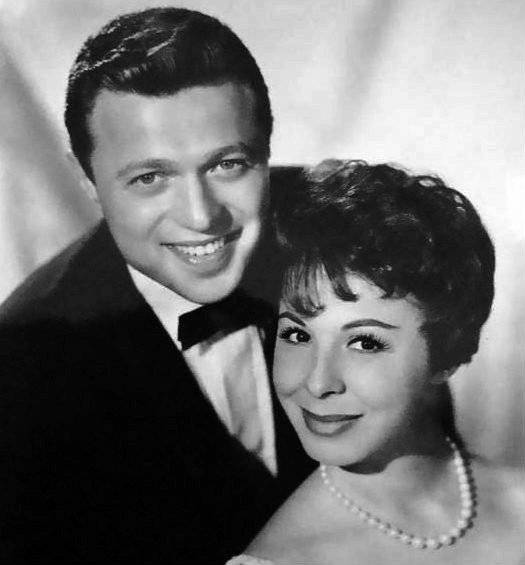
Steve Lawrence és Eydie Gormé

## Pályafutása
Eydie Gormé Bronxban született, szefárd zsidó származású. Szülei törökországiak voltak. 
A középiskola után Gormé fordítóként dolgozott, de hétvégenként a Ken Greengrass vezette zenekarban énekelt. Feltűnt a spanyol nyelvű Cita Con Eydie című rádióműsorban, és nevét „Edith”-ről „Edie”-re, majd „Eydie”-re változtatta, mert az emberek rosszul ejtették ki az Edie-t. Tervezte a vezetéknevének megváltoztatását is, de az anyja azt mondta neki: „Elég baj, hogy show-bizniszben vagy. Honnan fogják tudni a szomszédok, hogy valaha is sikeres leszel?”
1951-től Gormé big bandekkel dolgozott, éjszakai klubokban és tévéműsorokban szerepelt. 1957-ben, Las Vegasban férjhez ment Steve Lawrence énekeshez, akivel sokszor együtt is fellépett. A duó népszerű lett a The Carol Burnett Show-ban való szerepléseivel. Gormé 1967-ben Grammy-díjat nyert az „If He Walked into My Life” című dallal.
Több mint negyven albuma jelent meg az Amerikai Egyesült Államokban. 2009-ben ment nyugdíjba.
Eydie Gormé legismertebb slágere az 1963-as „Blame It on the Bossa Nova”, amelynek Barry Mann és Cynthia Weil voltak a szerzői.

## Halála
Eydie Gormé 2013. augusztus 10-én, 84 évesen halt meg a Las Vegas-i Sunrise Hospital & Medical Centerben egy ismeretlen betegség következtében. A kaliforniai Los Angeles-i Hillside Memorial Parkban temették el.
Steve Lawrence közleményt adott ki: „Eydie több mint 55 éve a partnerem a színpadon és az életemben. Abban a pillanatban beleszerettem, amikor megláttam, és még inkább, amikor először hallottam énekelni. Személyes veszteségem viszont elképzelhetetlen, hogy a világ elvesztette minden idők egyik legnagyobb popénekesét.”

## Lemezek
- Amor (1964)
- Blame It on the Bossa Nova (1963)
- Come in from the Rain (1985)
- Come Sing with Me (1961)
- Don’t Go to Strangers (1966)
- Eydie Gorme (1957)
- Eydie Gorme on Stage (1959)
- Eydie Gorme Vamps the Roaring 20s (1958)
- Eydie Gorme’s Greatest Hits (1967)
- Eydie in Dixie-Land (1960)
- Eydie in Love... (1958)
- Eydie Sings Showstoppers (1959)
- Eydie Swings the Blues (1957)
- Gorme Country Style (1964)
- I Feel So Spanish (1962)
- Let the Good Times Roll (1963)
- More Amor (1965)
- Navidad Means Christmas, with the Trio Los Panchos (1966)
- Sings/Canta (1987)
- Softly, As I Love You (1967)
- Tomame o Dejame (1985)
- Tonight I’ll Say a Prayer (1970)
- The Very Best of Eydie Gorme, With Steve Lawrence (1961)
- Alone Together (1989)
- The Best of Steve and Eydie (1977)
- Cozy (1961)
- The Golden Hits (1960)
- I Still Believe in Love (1985)
- On Broadway (1967)
- Our Best to You (1977)
- Our Love Is Here to Stay (1977)
- Real True Lovin’ (1969)
- Since I Fell for You (1993)
- Twenty Golden Performances (1977)
- We Can Make It Together (1975)
- We Got Us (1960)
- What It Was, Was Love (1969)

## Filmek
- 2001: Ocean’s Eleven
- 1994: Frasier (1993−2004; tévésorozat)
- 1994: Empty Nest (1988–1995; tévésorozat)
- 1985: Alíz Csodaországban (tévéfilm)
- 1970: The Kraft Music Hall (1967–1971; tévésorozat)

## Díjak
- 1960, 1966: Grammy-díjak
- 1976, 1979: Emmy-díjak
- 1960: Hollywood Walk of Fame (Steve Lawrence & Eydie Gorme)